# Spencer Reid
Pour les articles homonymes, voir Reid.
 (septembre 2017).
Si vous disposez d'ouvrages ou d'articles de référence ou si vous connaissez des sites web de qualité traitant du thème abordé ici, merci de compléter l'article en donnant les références utiles à sa vérifiabilité et en les liant à la section « Notes et références ».
Spencer Reid est un personnage de fiction de la série télévisée Esprits criminels (Criminal Minds), interprété par Matthew Gray Gubler et doublé par Taric Mehani en version française. En dépit de son jeune âge, sa grande intelligence et sa mémoire en font un atout dans l'équipe du BAU.

## Création du personnage
Spencer Reid est le fils de William et Diana Reid. Il est né en octobre 1981[réf. nécessaire] à Las Vegas, dans le Nevada. C'est un personnage créé par Jeff Davis et interprété par Matthew Gray Gubler.

## Histoire

### Avant la série
Le Dr Spencer Reid est un génie qui possède un QI de 187 sur l'échelle de Cattell. Ainsi, il peut lire 20 000 mots par minute qu'il mémorise parfaitement grâce à sa mémoire eidétique. Originaire de Las Vegas, il a obtenu son bac à l'âge de 12 ans. Au cours de son enfance, son père, n'étant plus capable de gérer la schizophrénie paranoïde de sa mère, a quitté le foyer familial, Spencer n'avait alors que 5 ans. Il a ensuite grandi en apprenant tout ce qu'il pouvait des livres. C'est sa mère qui lui faisait souvent la lecture.
Au cours de son enfance, les camarades de son collège l'avaient ligoté nu à une cage d'un terrain de football devant tous les élèves du collègeet il a été de nombreuses fois harcelé et humilié par la suite, notamment en cours de sport.
Il était déjà à l'université à quatorze ans et se rendait à vélo au campus, tout en sachant conduire une voiture mais n'ayant pas l'âge requis pour passer son permis de conduire.

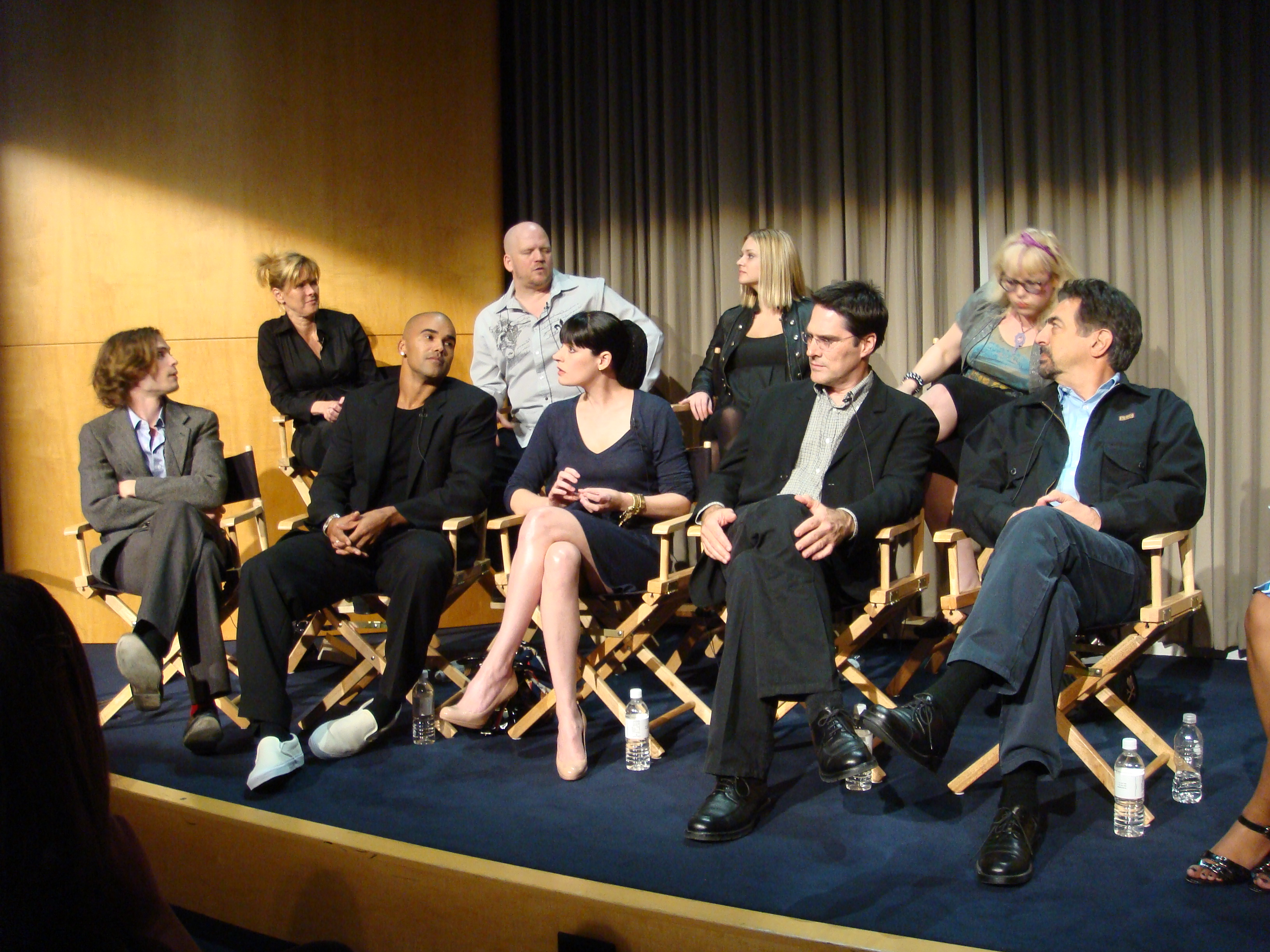
Matthew Gray Gubler (à gauche) en compagnie de l'équipe de la série et du producteur Edward Allen Bernero au PaleyFest 2008.

### Pendant la série
À 18 ans, il place sa mère en hôpital psychiatrique afin de la protéger d'elle-même. Elle est restée internée depuis et Spencer a déclaré lui envoyer des lettres tous les jours, car il se sent coupable de ne pas lui rendre visite. C'est elle qui lui a enseigné la littérature, et plus particulièrement celle du XVe siècle ; pour elle « chaque jour, la vie nous réserve une aventure ». Spencer est également inquiet du fait que la maladie de sa mère puisse être héréditaire. Il explique à son collègue Derek Morgan « [savoir] ce que c'est d'avoir peur de son propre esprit ». Au cours de la sixième saison, il pense même être atteint de la maladie à cause de violentes migraines, et fait un parallèle avec un tueur en série schizophrène du même âge que lui.
Durant ses années de lycée, il a connu un certain Ethan qui s'est révélé être son rival en tout point (dans les concours d'orthographe, de maths,...) et qui partageait avec lui le désir d'intégrer le FBI. Mais Ethan a abandonné dès le premier jour, alors que le Dr Spencer Reid entrait finalement au FBI en tant qu'analyste du comportement.
Lors du 18e épisode de la première saison, une jeune femme intimement mêlée à leur enquête l'a embrassé dans une piscine. Elle avait le béguin pour lui, ce qui semblait visiblement réciproque. Il s'est servi de leur baiser pour démasquer une tueuse jalouse qui s'en prenait à elle. Leur histoire a pris fin avec l'épisode, Spencer ayant pris la décision de ne pas la rappeler.
Il a établi des liens profonds avec ses collègues. Il considère Jason Gideon comme son mentor au le début de la série. Et ce lien sera confirmé jusqu'au départ de Jason, lorsque sa lettre d'adieu lui sera directement adressée. Puis ce rôle revient à l'agent Aaron Hotchner. Spencer, surnommé p'tit génie par ses collègues, est également considéré comme le petit frère des membres du bureau et surtout par Derek Morgan, de qui il devient très proche et qui deviendra son meilleur ami. Parrain du fils de Derek, Hank Spencer Morgan, il est également celui d'Henry et de Michael, les deux fils de son amie la plus chère, Jennifer « J.J. » Jareau, et de William « Will » LaMontagne Jr. Spencer est aussi très proche d'Emily Prentiss, qu'il considère comme une de ses meilleures amies. Il sera très affecté par sa prétendue mort, allant chez J.J tous les soirs, pendant plusieurs mois, pour pleurer la disparue. Et il aura beaucoup de mal à pardonner à J.J et à Emily leurs mensonges à propos de la fausse mort de cette dernière.
Au début de la saison 13, Emily est enlevée et toute l'équipe se met à sa recherche, dont Spencer qui vient de sortir de prison. Mais Spencer subit un stress post-traumatique et sera plus lent qu'à l'accoutumée. Il dira à Penelope Garcia et à Matt Simons que si Emily meurt parce qu'il a été trop lent, il ne se le pardonnera jamais. Dans l'épisode suivant, Emily, qui a été secourue, constate que quelque chose ne va pas avec Spencer. Ce dernier lui dit que s'il avait trouvé son ravisseur, au lieu de rester avec elle, il l'aurait tué pour ce qu'il lui avait fait, ce à quoi Emily répond qu'elle sait qu'il ne l'aurait pas fait parce qu'elle le connaît.
Après avoir été enlevé, torturé et drogué par un tueur en série souffrant d'un trouble dissociatif de l'identité,, Spencer a développé un problème d'addiction. Dans la troisième saison, il se rend anonymement à une réunion d'un groupe de soutien, où l'on apprend qu'il n'est plus dépendant depuis plusieurs mois.
Dans le troisième épisode de la quatrième saison, Spencer est en visite d'inspection légale (mais sous couverture) dans le comté de La Plata (Colorado) en compagnie d'une assistante sociale et d'Emily Prentiss, à la suite d'une plainte anonyme pour maltraitances sur mineur. Mais ils sont pris en otage par la secte des Séparatariens dans leur Liberty Ranch. L'endroit est alors pris d'assaut par surprise par les forces d'intervention gouvernementales sur une ingérence du procureur général en période d'élection. L'assistante sociale meurt à cause d'une balle perdue des agents du SWAT, et cette intervention suscite davantage la méfiance des membres de la communauté. Après une seconde ingérence extérieure compromettant leur couverture, Emily Prentiss tente de préserver celle de Spencer en sacrifiant la sienne, ce qui l'amène à se faire battre violemment. Mais Spencer parvient toutefois à donner le change grâce à son intelligence, en se rapprochant de leur meneur, Benjamin Cyrus, qui le prend en sympathie. De l'intérieur, Spencer parvient à sauver les meubles dans cette situation catastrophique, permettant l'extraction discrète des lieux des membres les moins radicaux de la communauté (incluant la majorité des femmes et des enfants).
Dans le septième épisode, il retrouve la trace de son père et le soupçonne de meurtre. Il résoudra l'enquête aidé de l'équipe et de sa mère. Il apprend finalement que « Riley », l'ami imaginaire qu'il s'était créé, et les rêves qu'il faisait de lui depuis son enfance, proviennent de souvenirs refoulés à propos d'un véritable enfant de son quartier. Il s'agit de Riley Jenkin, violé et tué par un pédophile que Spencer avait rencontré à l'époque, et qui a été à son tour tué avec la complicité indirecte de ses propres parents. Ce secret fut la raison première de leur séparation.
Dans le premier épisode de la cinquième saison, Spencer est atteint par une balle dans le genou en protégeant la cible du suspect de leur affaire. À cause de sa blessure, il devra avoir recours à des béquilles pendant une dizaine d'épisodes.
Au début de la septième saison, il met une certaine distance entre J.J. et lui, cette dernière ayant laissé croire à toute l'équipe qu'Emily Prentiss était morte.
Durant l'épisode 12 de la huitième saison, il assiste à la mort de Maeve Donovan, brillante jeune femme victime de harcèlement qui vivait cachée, avec qui il correspondait depuis dix mois sans l'avoir jamais vue et dont il était réciproquement amoureux. Elle est tuée sous ses yeux par son mystérieux harceleur, qui s'avère être une étudiante dont elle avait rejeté la thèse. La harceleuse avait assimilé ce rejet à une peur de Maeve de se retrouver confrontée à une élève qui serait plus brillante qu'elle. Profondément anéanti par son décès, Spencer restera deux semaines cloîtré et seul dans son appartement, n'ouvrant ou ne répondant à personne. Depuis cette perte, il souffre d'insomnies.
Dans l'épisode 7 de la neuvième saison, Spencer aide une femme à accoucher dans son salon. La maman donnera pour cela son prénom au bébé. À la fin de la saison, Spencer est touché par une balle dans le cou à la place d'Alex Blake, durant une intervention armée, en voulant la dégager de la ligne de tir. Rapidement hospitalisé, il survit mais manque de se faire tuer par un policier et un infirmier corrompus ; il sera sauvé par Penelope Garcia, venue à son chevet.
Parmi les membres de l'équipe, Spencer sera le plus bouleversé par le meurtre de Jason Gideon, découvert dans l'épisode 13 de la dixième saison.
Tandis qu'il tente d'arrêter une tueuse à gages dans l'épisode 11 de la onzième saison, entamant avec brio un duel psychologique avec la psychopathe, on apprend que sa mère est atteinte d'un Alzheimer précoce et n'arrive plus à reconnaître son fils, selon le moment. On découvre à la fin de l'épisode qu'il y a un risque que Spencer développe lui aussi cette forme de démence, mais qu'il est impossible de le prédire à cause de son jeune âge. Dans l'épisode 4 de la douzième saison, on apprend que Diana Reid a été sélectionnée pour participer à un essai clinique contre la maladie d'Alzheimer, expérimentation appelée « amélioration métabolique de la neurodégénérescence » et dont les premiers résultats étaient très encourageants. Spencer en était d'autant plus heureux que, dans le même épisode, il a été prévenu du fait que sa mère errait dans un casino près de sa résidence sans savoir où elle était. Il apprend malheureusement qu'au final Diana ne pourra pas participer à l'étude clinique, pour cause de restrictions budgétaires, ce qui le déçoit fortement. Après avoir envisagé diverses possibilités, il décide d'accueillir sa mère chez lui et de prendre soin d'elle, assisté d'une aide-soignante à domicile quand il est absent pour son travail. Parallèlement, il continue de faire des recherches afin de lui trouver des traitements alternatifs adaptés.
À la suite des événements de l'épisode 13, où il est arrêté au Mexique en état de confusion et en possession de drogue (pour ce qui semble être un coup monté), il est extradé vers les États-Unis mais gardé en détention, car suspecté de meurtre. On apprend dans les deux derniers épisodes de la saison, que la personne derrière tout ça n'est autre que Cat Adams, la psychopathe tueuse en série arrêtée précédemment par lui et détenue en isolement depuis six mois. Suivant son plan machiavélique cherchant à lui prouver qu'ils sont tous deux pareils, elle fera enlever sa mère sous ses yeux. Puis elle arrivera, un bref instant, à lui faire croire qu'elle aurait réussi, aidé de complices et par un procédé tordu mais plausible impliquant son propre viol, à tomber enceinte de lui par insémination, bien que Spencer ne soit pas le père de l'enfant. Poussé à bout, il en viendra presque à l'étrangler à mort.
Au début de la treizième saison, après une période d'évaluation durant le congé de ses collègues (à la suite des événements récents qu'il a subis), il a été réhabilité à la condition obligatoire de prendre trente jours de congé tous les cent jours de travail.
À l'issue de cette saison, au cours d'une affaire liée à l'ancienne disparition d'un agent, Owen Quinn, où le meneur d'une secte, David Benjamin Merva surnommé « le Messie », est amené dans leurs bureaux, une situation de crise éclate et le personnel est évacué : dans le parc de stationnement souterrain, Spencer Reid accompagné d'Owen Quinn tient en joue un membre infiltré de la secte quand ses complices apparaissent subitement en voiture, tenant Penelope Garcia en otage et menaçant de la tuer sous ses yeux.
Au lancement de la quatorzième saison, Owen Quinn est blessé et Spencer a dû céder. Après avoir récupéré Merva sous la contrainte dans les bureaux vides, non sans avoir semé des indices pour l'équipe, il se fait blesser à la tête et enlever avec Penelope par la secte des Croyants, Owen Quinn ayant été laissé sur place jusqu'à l'arrivée de ses collègues. Après que Spencer ait repris conscience, le second de Merva les malmène et se sert de lui, menaçant de le tuer afin d'obliger Penelope à utiliser ses compétences de pirate informatique pour servir leur intérêt. Grâce à son intelligence et son ingéniosité, Spencer parvient à faire s'échapper Penelope afin qu'elle rejoigne l'équipe qui fonce sur ses traces. Néanmoins, la secte évacue les lieux bien avant en l'emmenant. Les meneurs, qu'il est sûr de connaître grâce à sa mémoire éidétique, sont d'anciens membres de la secte démantelée de Benjamin Cyrus, qui vont révéler à Spencer son importance à leurs yeux en tant que future trois centième victime sacrificielle. La forte possibilité que son meilleur ami ne meure fait angoisser J.J., qui a un coup de nostalgie et craque auprès de ses collègues. Au bout du compte cependant, Spencer sera sauvé à temps et ramené sain et sauf à leurs bureaux. Cette expérience lui fait prendre conscience de l'amour peu souvent exprimé qu'il porte à sa « famille » (l'équipe) et verbalise textuellement auprès d'Emily Prentiss.
Dans le final de la saison, durant leur affaire du moment et à l'issue de sa poursuite, J.J. et lui se retrouvent cloîtrés en tant qu'otages avec une gérante et l'une des victimes du suspect, un tueur par procuration en quête de vengeance. Sous la contrainte de son arme et avant que Spencer ne se libère pour l'abattre (ayant suivi l'exemple de Hotch en portant désormais une seconde arme à feu à la cheville), J.J. est forcée de révéler, au cours d'un jeu d'action ou vérité, un secret que Spencer était censé ignorer,: son amour apparemment lointain et refoulé envers lui. S'il n'est sur le moment pas formellement certain que ce soit vrai, le contexte pouvant laisser penser à un faux-semblant afin de berner le suspect, l'attitude postérieure de J.J. jusqu'au mariage de Rossi lève cependant le doute. Maintenant apparemment leur amitié au premier plan, Spencer la rassure simplement lorsqu'elle vient lui parler à part durant la fête et tente maladroitement de noyer le poisson.
Au début de la quinzième et dernière saison, tandis que sa relation avec J.J. s'est compliquée depuis plusieurs mois, et alors qu'ils venaient de se séparer en pleine intervention  durant l'évasion par Everett Lynch de sa fille Grace, elle est mortellement abattue par cette dernière dans le parc de stationnement souterrain. Se vidant de son sang, elle est toutefois retrouvée à temps par Spencer (qui a suivi son intuition au lieu de suivre ses collègues) et emmenée à l’hôpital dans un état critique. Alors seul au chevet de J.J. dans le coma, Spencer craque et vide son cœur. Contacté ensuite par le médecin de sa mère, il se rend auprès d'elle et profite d'une période temporaire de lucidité pour passer du temps auprès d'elle. Et c'est à son réveil que J.J. crève l'abcès entre eux deux en lui ouvrant son cœur à son tour.
Dans l'épisode 4, constatant durant l'une de ses séances de thérapie qu'il n'a aucune vie sociale, en dehors de son travail et de ses collègues, ce qui serait la source d'un cauchemar récurrent et problématique en rapport avec ses activités professionnelles, sa thérapeute pousse Spencer à passer un samedi « normal » comme une personne ordinaire. Cela signifie laisser de côté ce qui touche à son travail et chercher des interactions pour se sociabiliser. Par l'intermédiaire de Sammy, un jeune garçon anxieux à qui il ressemblait au même âge et qui vient sympathiser avec lui, sur un malentendu il fait incidemment la connaissance de sa tante, Max (de son vrai nom Maxine Brenner). C'est une jeune et jolie femme de son âge, apparemment aussi socialement lésée que lui et sur la défensive, qui est pratiquement « jetée » dans ses bras par sa sœur aînée, la mère de Sammy, quand elle vient récupérer son fils, et qui encourage Spencer par allusions à courtiser sa cadette. À l'issue du temps apprécié ensemble à faire simplement connaissance et à s'amuser pour se décoincer, ils éprouvent mutuellement l'envie de se revoir et de se fréquenter, désirant toutefois d'un commun accord (par prudence) aller à leur rythme.
Leur relation naissant sous de bons augures est néanmoins perturbée dans l'épisode 6, quand Cat Adams réapparaît dans sa vie et dans celle de l'équipe en refaisant des siennes, malgré son emprisonnement, et en parvenant à s’immiscer entre Maxine et lui. Toutefois, l'issue est favorable pour les deux tourtereaux, Spencer rencontrant même, au gré des circonstances, le reste de la famille Brenner, Don et Eloise (le père et la sœur cadette de Max).
Dans le final de la série, de retour à son domicile et alors qu'il venait de résoudre par sa seule déduction une énigme intrigante de leur dernière enquête, il est victime d'une hémorragie cérébrale, contre-coup d'un effet de souffle qui le plonge dans le coma . Alors qu'il est entre la vie et la mort, certains éléments de son subconscient lui apparaissent sous les traits de personnes décédées de son passé dont son grand amour Maeve. Trouvé tardivement par J.J. et Penelope, il est cependant emmené à temps à l'hôpital et est veillé à son chevet par cette dernière et sa mère, qui l'aident à revenir dans le monde des vivants.
Dans l'épilogue, il travaille toujours au BAU en parallèle de cours qu'il dispense en qualité d'enseignant.

### Autres informations
- Entré au BAU en 2004 à l'âge de vingt-trois ans[12], il est jugé très jeune pour pouvoir exercer une telle fonction bien qu'il soit virtuellement le membre le plus intelligent de l'équipe (intellectuellement parlant, plus intelligent que toute l'équipe réunie).
- Jason Gideon le présente toujours aux étrangers comme « Dr Reid » au lieu d'« Agent Reid » (ce qui deviendra systématique pour tous ses collègues), pour qu'on ne lui marche pas sur les pieds selon Aaron Hotchner. Quand Spencer lui demande pourquoi, il lui répond : « C'est parce qu'il sait que les gens risquent de ne voir en toi qu'un gamin et qu'il veut que l'on te respecte. »[13].
- Il a des doctorats en chimie, mathématiques et ingénierie. L'intitulé de sa thèse en ingénierie est : Identifying Non-obvious relationship factors using cluster weighted modeling and geographic regression. (« Identifier les facteurs de relation non évidentes à l’aide de la modélisation pondérée par grappes et de la régression géographique. »)[3]. Il est également diplômé en psychologie et en sociologie, et il suit des cours en philosophie[14].
- Il est probablement atteint du syndrome d'Asperger[15],[16],[17].
- N'étant pas à l'aise dans les interactions et conversations banales, ou étrangères à ses domaines de prédilection, il est en revanche beaucoup plus fluide et à l'aise avec des sujets qui lui sont familiers et/ou qui le stimulent intellectuellement, le poussant à une exactitude pointue, la digression voire à l'excès d'informations (ce qui est source récurrente de situations comiques avec ses collègues).
- Il a hérité son amour des livres de sa mère, ancienne enseignante spécialisée dans la littérature du XVe siècle.
- Son anniversaire est fêté à deux reprises durant la série : celui de ses vingt-quatre ans dans le quatrième épisode de la première saison, et celui de ses trente ans dans le onzième épisode de la septième saison.
- Il emploie souvent le terme « famille » pour désigner son équipe. Sa difficulté à gérer ses émotions le rend ainsi facilement affecté par le départ ou décès d'un de ses collègues.
- Par ses deux meilleurs amis et collègues (Derek et J.J.), il devient le parrain de trois enfants : Henry et Michael LaMontagne (fils de la seconde), puis Hank Spencer Morgan (fils du premier).
- Il est l'agent du FBI préféré de son filleul Henry, qui le choisit comme modèle pour un déguisement d'Halloween.
- Deux enfants dans la série héritent de son prénom : Spencer Johnson, le bébé d'un tueur en série dont il a aidé à l'accouchement pendant une affaire[18], et son filleul Hank Spencer Morgan, le fils de Derek et Savannah Hayes.
- Il est le seul agent de l'équipe à utiliser un revolver (S&W 65) comme arme de service bien que, pendant la première saison, il utilisait le même pistolet (Glock 17/19) que les autres. À partir du finale de la quatorzième saison (où l'on apprend qu'il a obtenu un score parfait à son dernier entraînement au tir), il suit l'exemple de Hotch avant lui et porte à son tour une seconde arme de secours à la cheville.
- Son donut préféré est celui au chocolat et vermicelles.
- Il parle notamment le russe[19] et le coréen[20], et est capable de comprendre le yoruba[19] et l'allemand[21].
- À une seule exception connue[22] et bien que d'un très haut niveau reconnu dans le milieu, il n'a jamais battu Gideon aux échecs. Après la mort de ce dernier, il s'habituera malgré des réticences à y jouer avec David Rossi.
- À cause de sa capacité à compter les cartes, il est banni de tous les casinos du Nevada.
- C'est parce qu'il a une crainte des microbes qu'il ne serre pas les mains des gens.
- Il savait déjà conduire avant de pouvoir obtenir le permis, étant trop jeune pour le passer. Bien qu'il l'ait, il ne possède pas personnellement de véhicule et évite de conduire quand c'est possible.
- À cause de l'une de ses pires affaires[10], il a souffert durant un temps d'un problème de drogue (hydromorphone) avant de fréquenter un groupe de soutien. À la suite de la mort violente et tragique de l'amour de sa vie (Maeve Donovan), il souffre également durant un temps de dépression profonde (traduite par un isolement social complet et volontaire de plusieurs semaines à son domicile), qu'il finit toutefois par surmonter. Néanmoins, il souffre d'insomnie chronique depuis cette perte.
- Il est fait plusieurs fois mention durant la série de son désir de paternité.
- Lors d'une conversation ludique avec JJ sur les univers alternatifs[23] il révèle que, s'il pouvait choisir une existence différente où il ne serait pas devenu agent fédéral, il serait un cow-boy (toutefois, toujours entouré de sa « famille » œuvrant également dans des domaines et métiers différents).
- Durant une affaire, il avoue ne pas avoir d'adresse électronique[24].
- De toute la série, il est statistiquement (d'après les faits et affaires avérés par les épisodes) le membre parmi les visages connus du BAU qui s'est fait le plus souvent enlever et/ou prendre en otage. Il est également le seul membre de l'équipe à avoir déjà fait de la prison (à cause d'un coup monté contre lui qui sera dissipé).
- À l'instar de Penelope Garcia, il se démarque facilement de ses collègues profileurs (bien ancrés dans leur époque et leur domaine professionnel), assumant un goût prononcé pour le kitsch et une apparence relativement dandy.